# Campeonato Mundial de Natação em Piscina Curta de 2014 - 400 m medley masculino
A prova dos 400 metros nado medley masculino do Campeonato Mundial de Natação em Piscina Curta de 2014 foi disputado em 4 de dezembro no Centro Aquático Aspire Sports Complex em Doha.

## Recordes
Antes desta competição, os recordes mundiais e do campeonato nesta prova eram os seguintes:
|       | Nome        | Nacionalidade  | Tempo   | Local | Data                   |
| ----- | ----------- | -------------- | ------- | ----- | ---------------------- |
| WR CR | Ryan Lochte | Estados Unidos | 3:55.50 | Dubai | 16 de dezembro de 2010 |

## Medalhistas
| Ouro             | Prata               | Bronze                |
| Daiya Seto (JPN) | Kosuke Hagino (JPN) | Dávid Verrasztó (HUN) |

## Resultados

### Eliminatórias
As eliminatórias ocorreram dia 4 de dezembro. 
| Colocação | Bateria | Raia | Nome                   | Nacionalidade      | Tempo   | Notas |
| --------- | ------- | ---- | ---------------------- | ------------------ | ------- | ----- |
| 1         | 5       | 4    | Kosuke Hagino          | Japão              | 4:02.13 | Q     |
| 2         | 5       | 6    | Tyler Clary            | Estados Unidos     | 4:02.27 | Q     |
| 3         | 5       | 7    | Sebastien Rousseau     | África do Sul      | 4:02.71 | Q     |
| 4         | 5       | 5    | Dávid Verrasztó        | Hungria            | 4:02.97 | Q     |
| 5         | 4       | 4    | Daiya Seto             | Japão              | 4:03.73 | Q     |
| 6         | 5       | 3    | Semen Makovich         | Rússia             | 4:06.31 | Q     |
| 7         | 4       | 5    | Gal Nevo               | Israel             | 4:06.56 | Q     |
| 8         | 4       | 8    | Michael Weiss          | Estados Unidos     | 4:07.47 | Q     |
| 9         | 3       | 5    | Fu Haifeng             | China              | 4:07.49 |       |
| 10        | 5       | 8    | Diogo Carvalho         | Portugal           | 4:07.68 |       |
| 11        | 4       | 1    | Nathan Capp            | Nova Zelândia      | 4:07.70 |       |
| 12        | 5       | 1    | Jakub Maly             | Áustria            | 4:07.91 |       |
| 13        | 3       | 6    | Richárd Nagy           | Eslováquia         | 4:07.94 |       |
| 14        | 4       | 7    | Benjamin Gratz         | Hungria            | 4:08.55 |       |
| 15        | 4       | 2    | Thiago Simon           | Brasil             | 4:09.02 |       |
| 16        | 3       | 2    | Pavel Janeček          | Chéquia            | 4:09.09 |       |
| 17        | 5       | 0    | Jeremy Desplanches     | Suíça              | 4:09.14 |       |
| 18        | 3       | 0    | Robert Žbogar          | Eslovênia          | 4:09.38 |       |
| 19        | 3       | 3    | Alpkan Örnek           | Turquia            | 4:11.35 |       |
| 20        | 5       | 2    | Alexander Tikhonov     | Rússia             | 4:11.74 |       |
| 21        | 4       | 6    | Travis Mahoney         | Austrália          | 4:12.21 |       |
| 22        | 3       | 7    | Henrik Christiansen    | Noruega            | 4:12.32 |       |
| 23        | 4       | 0    | Matteo Pelizzari       | Itália             | 4:12.45 |       |
| 24        | 3       | 8    | Aleksey Derlyugov      | Uzbequistão        | 4:12.71 |       |
| 25        | 2       | 6    | Marko Blaževski        | Macedônia do Norte | 4:13.04 |       |
| 26        | 4       | 9    | Taki M'Rabet           | Tunísia            | 4:13.82 |       |
| 27        | 3       | 4    | Christoph Meier        | Liechtenstein      | 4:13.92 |       |
| 28        | 5       | 9    | Wei Haobo              | China              | 4:15.57 |       |
| 29        | 2       | 4    | Esteban Enderica       | Equador            | 4:16.74 |       |
| 30        | 3       | 1    | Pedro Pinotes          | Angola             | 4:20.09 |       |
| 31        | 2       | 2    | Wen Ren-hau            | Taipé Chinesa      | 4:20.38 |       |
| 32        | 2       | 3    | Andrés Olvera          | México             | 4:20.71 |       |
| 33        | 2       | 5    | Lies Nefsi             | Argélia            | 4:22.22 |       |
| 34        | 3       | 9    | Irakli Bolkvadze       | Geórgia            | 4:23.68 |       |
| 35        | 1       | 1    | Nguyễn Ngọc Huỳnh      | Vietname           | 4:29.39 |       |
| 36        | 2       | 8    | Jean Pierre Monteagudo | Peru               | 4:30.78 |       |
| 37        | 2       | 1    | Oli Mortensen          | Ilhas Feroé        | 4:30.82 |       |
| 38        | 1       | 5    | Sanu Debnath           | Índia              | 4:35.61 |       |
| 39        | 1       | 4    | Patrick Groters        | Aruba              | 4:35.73 |       |
| 40        | 2       | 0    | Matthew Courtis        | Barbados           | 4:36.99 |       |
| 41        | 2       | 9    | Noah Al-Khulaifi       | Catar              | 4:43.36 |       |
| 42        | 1       | 6    | Heimanu Sichan         | Polinésia Francesa | 4:46.13 |       |
| 43        | 1       | 2    | Binald Mahmuti         | Albânia            | 4:51.55 |       |
| 44        | 2       | 7    | Said Saber             | Marrocos           | 4:52.62 |       |
| 45        | 1       | 7    | Khalid Al-Kulaibi      | Omã                | 5:02.15 |       |
| —         | 4       | 3    | Federico Turrini       | Itália             |         | DNS   |
| —         | 1       | 3    | Franci Aleksi          | Albânia            |         | DSQ   |

### Final
A final teve sua disputa realizada em 4 de dezembro. 
| Colocação         | Raia | Nome               | Nacionalidade  | Tempo   | Notas |
| ----------------- | ---- | ------------------ | -------------- | ------- | ----- |
| Medalha de ouro   | 2    | Daiya Seto         | Japão          | 3:56.33 | AS    |
| Medalha de prata  | 4    | Kosuke Hagino      | Japão          | 4:01.17 |       |
| Medalha de bronze | 6    | Dávid Verrasztó    | Hungria        | 4:01.82 |       |
| 4                 | 3    | Sebastien Rousseau | África do Sul  | 4:02.00 |       |
| 5                 | 5    | Tyler Clary        | Estados Unidos | 4:03.44 |       |
| 6                 | 8    | Michael Weiss      | Estados Unidos | 4:05.37 |       |
| 7                 | 7    | Semen Makovich     | Rússia         | 4:07.54 |       |
| 8                 | 1    | Gal Nevo           | Israel         | 4:07.99 |       |

Legenda
| Recorde mundial       | Recorde mundial (World record)               |                       | Recorde africano                      | Recorde africano (African) |                                           | Q | Classificado por posição (Qualified) |
| Recorde do campeonato | Recorde do campeonato (Championship record)  | Recorde da América    | Recorde da América (Americas)         | q                          | Classificado por melhor tempo (Qualified) |   |                                      |
| Melhor marca do ano   | Melhor marca do ano (World leading)          | Recorde asiático      | Recorde asiático (Asian)              | DNS                        | Não largou (Did not start)                |   |                                      |
| Recorde nacional      | Recorde nacional (National record)           | Recorde europeu       | Recorde europeu (European)            | DNF                        | Não terminou (Did not finish)             |   |                                      |
| Recorde pessoal       | Recorde pessoal do atleta (Personal best)    | Recorde da Oceania    | Recorde da Oceania (Oceania)          | DSQ / DQ                   | Desclassificado (Disqualified)            |   |                                      |
| Recorde da temporada  | Recorde da temporada do atleta (Season best) | Recorde sul-americano | Recorde sul-americano (South America) | NM                         | Sem marca (No mark)                       |   |                                      |